# Jorge Antunes
Jorge de Freitas Antunes (Río de Janeiro, 23 de abril de 1942) es un compositor brasileño de música electroacústica y acusmática. Jorge Antunes es un compositor de vanguardia, conocido por ser un pionero de la música electrónica en Brasil.

## Biografía
Jorge Antunes nació el 23 de abril de 1942 en Río de Janeiro, Brasil.

### Estudios musicales
Antunes ingresó a la Escola de Música da Universidade Federal do Rio de Janeiro en 1959 donde estudió violín.  Obtuvo una Maestría en Música tanto en violín como en composición de la Universidad Federal de Río de Janeiro y un Doctorado en Música en música electroacústica de la Universidad de París (1977). 

### Carrera musical y como compositor
En 1961 realizó su primera obra musical electroacústica, realizada en un estudio propio en la casa de sus padres, en Río de Janeiro; la pieza se tituló Pequena peça para mi bequadro e harmônicos. En 1962 creó Valsa Sideral, pieza completamente electrónica, y pionera en su tipo en Brasil, al ser la primera composición electrónica en el país. En el año 1963, compone Música para varreduras de freqüência y en 1964 Fluxo luminoso para sons brancos. Participa en un disco LP de música electrónica brasileña, donde se incluyó Valsa Sideral (1962) y Contrapunctus contra contrapunctus (1965).
Todavía en el estudio propio, realizó Três Estudos Cromofônicos: 1 - Estudo para círculos verdes e vermelhos; 2 - Estudo para espirais azuis e laranjas; 3 - Estudo para pontos amarelos e violetas, en 1966.
Un año después, en 1967, fue incitado por Reginaldo Carvahlo a impartir clases en el Instituto Villa-Lobos, por lo que tuvo un nuevo estudio para crear obras. En ese año realizó Canto selvagem, y también impartió la primera clase de música electroacústica en el país, titulado Curso de Musica Concreta, Eletrônica e Magnetofônica. En el instituto hizo piezas electrónicas con cinta, como Canto do Pedreiro y Movimiento browniano.
A finales de la década de 1960, estudió en el Centro Latinoamericano de Altos Estudios Musicales (CLAEM), del Instituto Torcuato Di Tella, en Argentina, donde realizó piezas en cinta como Cinta Cita (1969) y Auto-Retrato Sobre Paisaje Porteño (1970). Durante los dos años en el CLAEM, pudo trabajar con Luis de Pablo, Alberto Ginastera, Gerardo Gandini, Umberto Evo, entre otros.
En el año 1970 realizó una investigación en el Sonology Institute of Utrecht University, donde hizo una especialidad en música para computadora, trabajando con el equipo denominado Electrologica X-8. En este periodo realizó la pieza Music for Eight Persons Playing Things.
En 1973, Antunes se convirtió en profesor de la Universidad de Brasilia. Dirige el Laboratorio de Música Electroacústica y enseña Composición y Acústica Musical.

## Obras seleccionados

### Ópera
- Contacto (1968)
- Vivaldia MCMLXXV, ópera bufa de cámara (1975)
- Qorpo Santo, ópera en tres actos (1983)
- O rei de uma nota só (El rey de un solo tono), miniópera en cuatro escenas (1991)
- A borboleta azul (La mariposa azul), miniópera en dos actos (1995)
- Olga (compuesta entre 1987 y 1997, estrenada en 2006)

### Música de cámara
- Mascaruncho para dos violas (1977)
- Microformóbiles I para viola y piano (1970)
- Modinha para Mindinha (Melodía para Mindinha) para siete violas (1985)

## Discografía
Paul Gutama Soegijo / Jorge Antunes / Peter Schat / Junsang Bahk - IGNM - SIMC - ISCM / Musikprotokoll 1972 / Steirischer Herbst '72 / 9 10 17 10 (LP, Promo) Internationale Gesellschaft für Neue Musik - Sektion Österreich, Internationale Gesellschaft für Neue Música - Sektion Österreich, ORF, ORF 0120045, 0120 045 1973

### Música Electrónica
- Música Eletrônica ES Mangione 1975[6]
- Catastrofe Ultra-Violeta / Isomerism (LP) Sistrum LPS 3001 1976[7]
- ¡No Se Mata La Justicia! (LP) Sistrum LPS 3002 1981[8]
- Jorge Antunes eo GeMUnB (CD, Álbum) UnB Discos CD 350010 2002[9]
- ¡No Se Mata La Justicia! (CD, Álbum) Paulinas COMEP CD 11807-9 2003[10]
- Música De Câmara I (CD, Álbum) Sistrum Edições Musicais Ltda. CDST007 2010[11]
- Música De Câmara II (CD, Álbum) Sistrum Edições Musicais Ltda. CDST008 2010[12]
- Coloratus (CD, Álbum) ABM Digital, Academia Brasileira De Música ninguno 2011[13]
- In Defense Of The Machine (CD) Pogus Productions 21067-2 2013[14]
- Cordas Dedilhadas (2xCD, Álbum) Selo SESC SP CDSS 0132/19 2020[15]

### Sencillos y EP
- Musica Electronica 70's I (CD, Mini) Sistrum Edições Musicais Ltda. CD ST 001 1994[16]
- Musica Electronica 70's II (CD, Mini) Sistrum Edições Musicais Ltda. CD ST 002 1995[17]
- Musica Electronica 90's I (CD, Mini) Sistrum Edições Musicais Ltda. CD ST 004 1998[18]

### Compilaciones
- Música Eletroacústica - Periodo Do Pioneirismo 2 versiones ABM Digital, Academia Brasileira De Música 2002[19]